# Željko Knez
Željko Knez, slovenski inženir kemije in univerzitetni profesor, * 26. avgust 1954, Maribor.

## Življenjepis
Knez je leta 1977 diplomiral na mariborski Višji tehniški šoli (VTŠ) ter 1984 doktoriral Tehniški fakulteti v Mariboru. Leta 1977 se je zaposlil v tovarni Pinus v Rače, 1981 na VTŠ v Mariboru, od 1995 pa je redni profesor na Fakulteti za kemijo in kemijsko tehnologijo v Mariboru. Leta 2006 je prejel Zoisovo nagrado za znanstvene in razvojne dosežke na področju tehniške kemije, 2017 je postal izredni, 2023 pa redni član Slovenske akademije znanosti in umetnosti.

## Delo
Željko Knez se v raziskovalnem delu ukvarja s separacijskimi procesi in visokotlačnimi tehnologijami. Pri raziskavah sodeluje z domačo in tujo industrijo. Je član več mednarodnih stokovnih združenj.

## Nagrade in priznanja
Selingman APV Fellowship/Bursary in Food Engineering (1997, Velika Britanija), nagrada Ameriškega združenja za maščobno kemijo (AOCS Prize, 1997, ZDA), Innovationspreis Messer Griesheim Preis (1998), Zoisovo priznanje 1998 in Zoisova nagrada za vrhunske znanstvene dosežke (2006). Je tudi prejemnik odlikovanja »V spomin akademiku N. M. Emanuelu« Ruske akademije znanosti in  Državne univerze M. V. Lomonosov v Moskvi (2018). 2022 je bil imenovan za častnega člana Društva univerzitetnih profesorjev UM. Leta 2024 je prejel Zoisovo nagrado za življenjsko delo.